# L.J.A.D. Creyghton
Lambertus Johannes Anne Dominicus (Bert) Creyghton (Apeldoorn, 15 september 1954), beter bekend als L.J.A.D. Creyghton, is een Nederlandse fotograaf en beeldend kunstenaar.

## Werk
Creyghton studeerde in 1984 af aan de afdeling fotografie en audio-visuele vormgeving van de Academie voor Beeldende Kunsten Sint-Joost in Breda. Nadat hij zich had gespecialiseerd in portretfotografie voor Nederlandse en buitenlandse tijdschriften, legde hij zich toe op het landschap, meer bepaald op het landschap als persoonlijke dan wel collectieve herinnering.

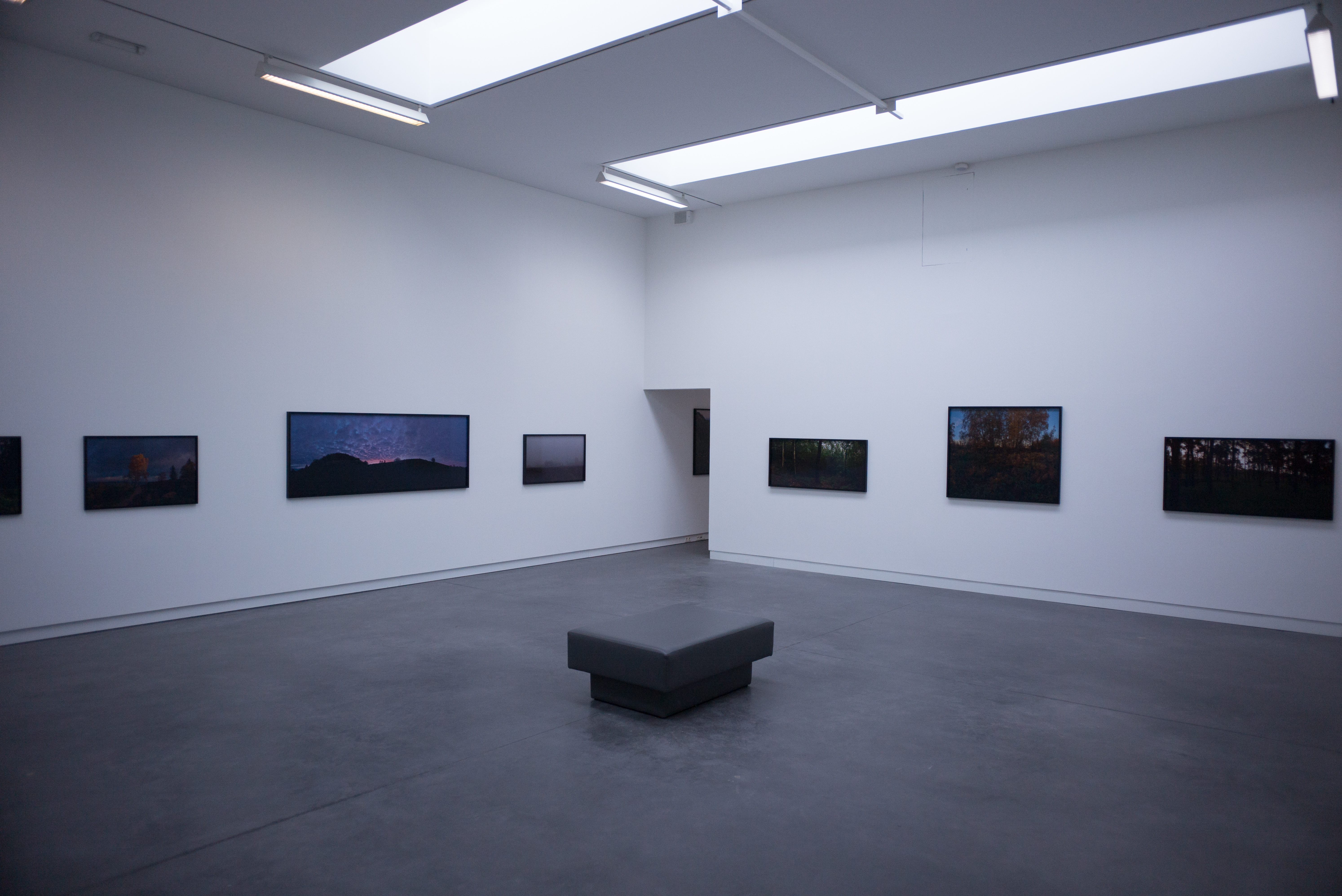
Expositie Hindenburgline Project in Museum De Pont in Tilburg (2017)

Hij heeft een voorkeur voor langer lopende projecten, zoals Quaevis Terra Patria (2010-2011) over parken en pleinen in Nederland en België, waarbij een uitgave verscheen in het kader van het Erasmusfestival, en het Hindenburgline Project (2012-2018), in samenwerking met schrijver-dichter Serge R. Van Duijnhoven, over de restanten van de Hindenburglinie.
Creyghton exposeerde in binnen- en buitenland. Zijn werk is opgenomen in diverse particuliere en openbare collecties waaronder het Gemeentemuseum in Den Haag, het Noordbrabants Museum in 's-Hertogenbosch, het Zuiderzeemuseum in Enkhuizen en de ambassades van het Koninkrijk der Nederlanden te Berlijn en New York. In 1985 ontving hij van het Amsterdams Fonds voor de Kunst de Maria Austria-prijs, en in 2019 de Will en Jan van Hoof Kunstprijs van Het Noordbrabants museum te ‘s-Hertogenbosch.